# Deconstructivism (filozofie)
= Deconstrucția este un concept introdus de filosoful Jacques Derrida. =
Pentru Derrida, "trebuie să ne referim la acest termen de „deconstrucție” nu în sensul dizolvării sau distrugerii, ci al analizării structurilor sedimentate care formează elementul discursiv, discursivitatea filosofică în care gândim. Asta trece prin limbă, prin cultura occidentală, prin tot ceea ce definește apartenența noastră la această istorie a filosofiei".
Trebuie precizat că Jacques Derrida nu a utilizat niciodată termenul de „deconstructivism”, că acest termen e complet străin modului său de a gândi, practicii sale filosofice, și că el trădează spiritul însuși al filosofiei sale, care a refuzat întotdeauna simplificările și „ismele”. Singura utilizare acreditată cultural a acestui termen este în arhitectură. 
Printre cei mai importanți autori care au influențat gândirea lui Derrida se pot număra:
- Martin Heidegger (1889-1976)
- Sigmund Freud (1856-1939)
- Friedrich Nietzsche (1844-1900)
- Ferdinand de Saussure (1857-1913)